# Yellowstone County
Yellowstone County ist ein County im Bundesstaat Montana der Vereinigten Staaten. Der Sitz der Countyverwaltung (County Seat) befindet sich in Billings.

## Demografische Daten
Nach der Volkszählung im Jahr 2000 lebten im County 129.352 Menschen. Es gab 52.084 Haushalte und 34.219 Familien. Die Bevölkerungsdichte betrug 19 Einwohner pro Quadratkilometer. Ethnisch betrachtet setzte sich die Bevölkerung zusammen aus 92,78 % Weißen, 0,45 % Afroamerikanern, 3,05 % amerikanischen Ureinwohnern, 0,54 % Asiaten, 0,04 % Bewohnern aus dem pazifischen Inselraum und 1,26 % aus anderen ethnischen Gruppen; 1,87 % stammten von zwei oder mehr ethnischen Gruppen ab. 3,70 % der Bevölkerung waren spanischer oder lateinamerikanischer Abstammung.
Von den 52.084 Haushalten hatten 31,60 % Kinder und Jugendliche unter 18 Jahre, die bei ihnen lebten. 51,80 % waren verheiratete, zusammenlebende Paare, 10,10 % waren allein erziehende Mütter. 34,30 % waren keine Familien. 27,90 % waren Singlehaushalte und in 10,10 % lebten Menschen im Alter von 65 Jahren oder darüber. Die Durchschnittshaushaltsgröße betrug 2,43 und die durchschnittliche Familiengröße lag bei 2,98 Personen.

Alterspyramide des Yellowstone Countys (Stand: 2000)

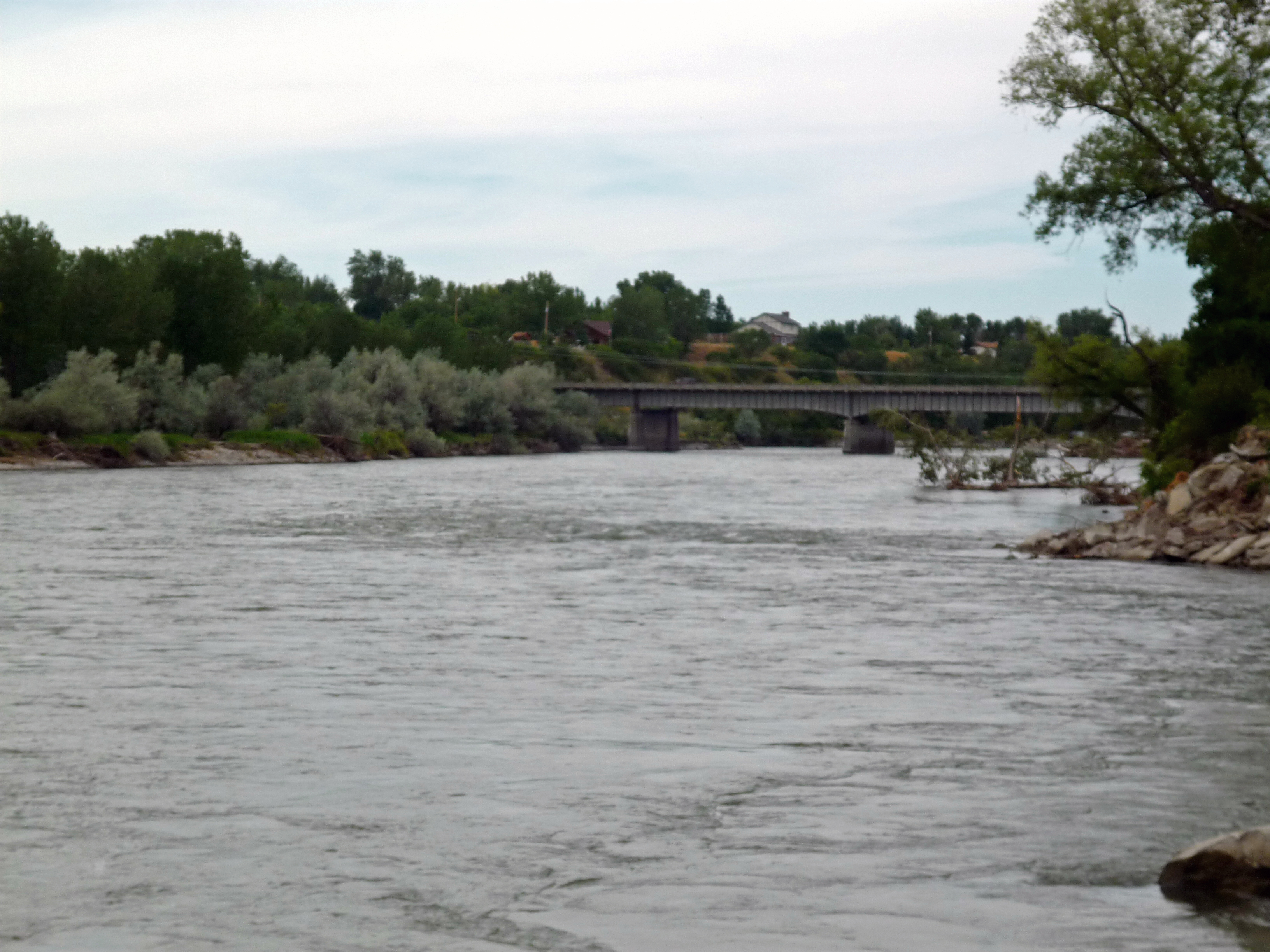
Der Yellowstone River nahe Huntley

Auf das gesamte County bezogen setzte sich die Bevölkerung zusammen aus 25,50 % Einwohnern unter 18 Jahren, 9,30 % zwischen 18 und 24 Jahren, 28,70 % zwischen 25 und 44 Jahren, 23,20 % zwischen 45 und 64 Jahren und 13,30 % waren 65 Jahre alt oder darüber. Das Durchschnittsalter betrug 37 Jahre. Auf 100 weibliche Personen kamen 95,20 männliche Personen, auf 100 Frauen im Alter ab 18 Jahren kamen statistisch 91,60 Männer.

Das jährliche Durchschnittseinkommen eines Haushalts betrug 36.727 USD, das Durchschnittseinkommen der Familien betrug 45.277 USD. Männer hatten ein Durchschnittseinkommen von 33.475 USD, Frauen 21.566 USD. Das Prokopfeinkommen betrug 19.303 USD. 11,10 % der Bevölkerung und 8,50 % der Familien lebten unterhalb der Armutsgrenze. 14,50 % davon waren unter 18 Jahre und 7,40 % waren 65 Jahre oder älter.

## Geschichte
Zwei Orte im County haben den Status einer National Historic Landmark, das Pompeys Pillar National Monument und die archäologische Fundstätte Pictograph Cave National Historic Landmark. 34 Bauwerke und Stätten des Countys sind im National Register of Historic Places eingetragen (Stand 9. Februar 2018).

## Orte im Yellowstone County
Citys
- Billings
- Laurel

Towns
- Broadview

Census-designated places (CDP)
| - Ballantine - Custer - Huntley | - Lockwood - Shepherd - Worden |

Unincorporated Communitys
| - Acton - Comanche - Hesper - Homewood Park | - Nibbe - Osborn - Pompey’s Pillar |

Ghost Towns
| - Coulson - Mossmain - Rimrock | - Homewood Park - Waco |